# Будри (гміна)
Гміна Будри (пол. Gmina Budry) — сільська гміна у північній Польщі. Належить до Венґожевського повіту Вармінсько-Мазурського воєводства.
Станом на 31 грудня 2011 у гміні проживало 3002 особи.

## Територія
Згідно з даними за 2007 рік площа гміни становила 175.02 км², у тому числі:
- орні землі: 70.00%
- ліси: 20.00%

Таким чином, площа гміни становить 25.24% площі повіту.

## Населення
Станом на 31 грудня 2011:
| Опис     | Загалом | Загалом | Чоловіки | Чоловіки | Жінки | Жінки |
| -------- | ------- | ------- | -------- | -------- | ----- | ----- |
| одиниця  | осіб    | %       | осіб     | %        | осіб  | %     |
| все      | 3002    | 100     | 1540     | 51.30    | 1462  | 48.70 |
| міське   | 0       | 100     | 0        |          | 0     |       |
| сільське | 3002    | 100     | 1540     | 51.30    | 1462  | 48.70 |

## Сусідні гміни
Гміна Будри межує з такими гмінами: Бане-Мазурське, Венґожево, Позездже.